# Nogent-sur-Seine
Nogent-sur-Seine je naselje in občina v severni francoski regiji Šampanja-Ardeni, podprefektura departmaja Aube. Leta 1999 je naselje imelo 5.963 prebivalcev.

## Geografija
Kraj leži v pokrajini Šampanji ob reki Seni, dobrih 50 km severozahodno od središča departmaja Troyesa. V neposredni bližini, na desnem bregu Sene, se nahaja jedrska elektrarna Nogent. Občina meji na jugu na Fontaine-Mâcon, na jugozahodu na Fontenay-de-Bossery, na zahodu na La Motte-Tilly, na severozahodu na Le Mériot, na severu na Saint-Nicolas-la-Chapelle in La Saulsotte, na vzhodu na Marnay-sur-Seine, na jugovzhodu pa na Saint-Aubin.

## Administracija
Nogent-sur-Seine je sedež istoimenskega kantona, v katerega so poleg njegove vključene še občine Bouy-sur-Orvin, Courceroy, Ferreux-Quincey, Fontaine-Mâcon, Fontenay-de-Bossery, Gumery, La Louptière-Thénard, Marnay-sur-Seine, Le Mériot, La Motte-Tilly, Pont-sur-Seine, Saint-Aubin, Saint-Nicolas-la-Chapelle, Soligny-les-Étangs in Traînel z 11.167 prebivalci.
Naselje je prav tako sedež okrožja, sestavljenega iz kantonov Marcilly-le-Hayer, Méry-sur-Seine, Nogent-sur-Seine, Romilly-sur-Seine-1/2 in Villenauxe-la-Grande z 51.441 prebivalci.

## Zanimivosti
- cerkev sv. Lovrenca,
- muzej Paul Dubois - Alfred Boucher.

## Pobratena mesta
- Joal-Fadiouth,
- Rielasingen-Worblingen (Baden-Württemberg).